# Verbascum stachydiforme
Verbascum stachydiforme är en flenörtsväxtart som beskrevs av Pierre Edmond Boissier och Buhse. Verbascum stachydiforme ingår i släktet kungsljus, och familjen flenörtsväxter. Inga underarter finns listade i Catalogue of Life.